# Delta-Roboter

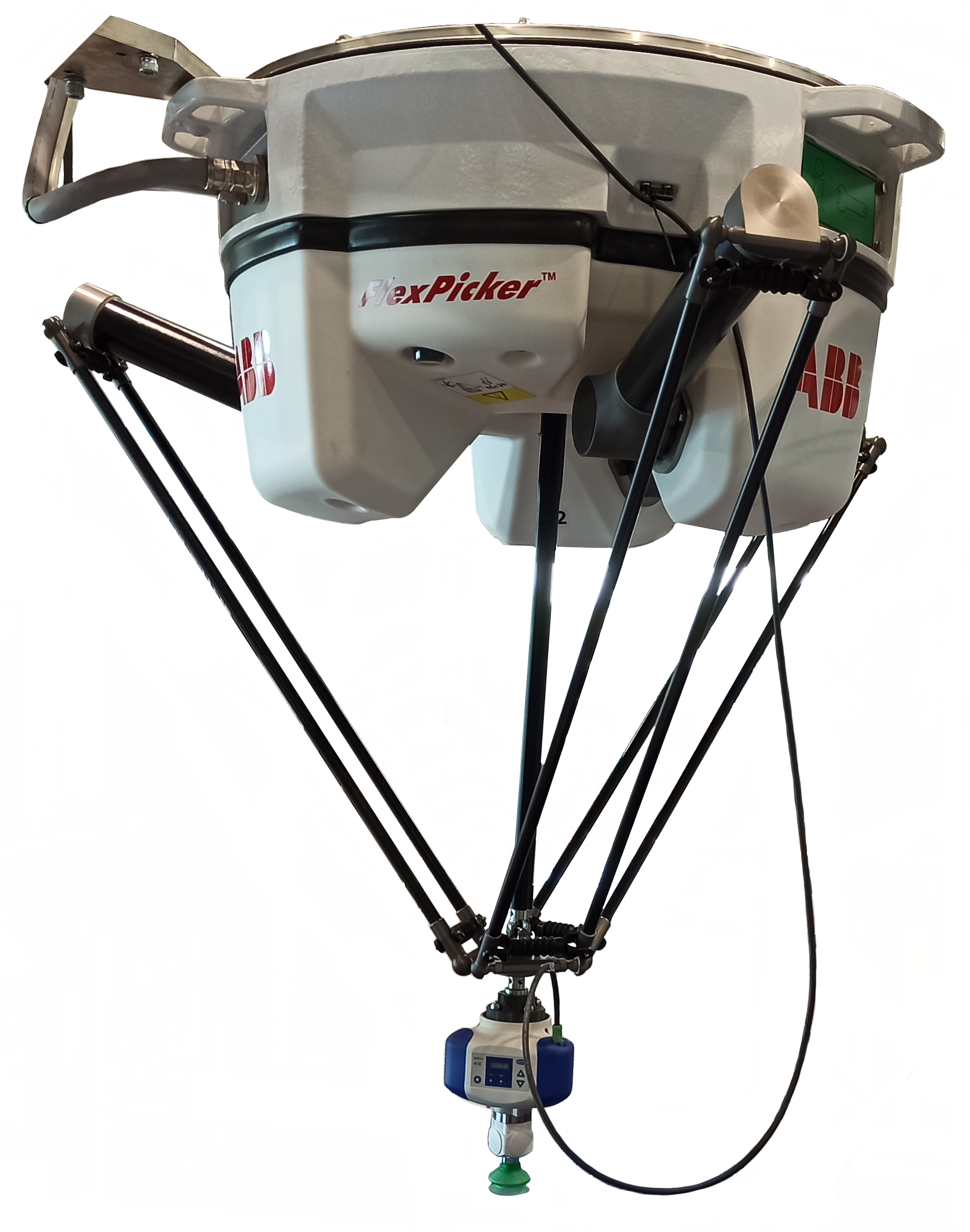
Delta-Roboter von ABB

Schematische Darstellung eines Delta-Roboters

Delta-Roboter sind Parallelarmroboter mit Stabkinematik. Die Plattformen der drei Arme dieses auch als Industrieroboter verwendeten Systems ähneln dem griechischen Buchstaben Delta (Δ). Delta-Roboter sind leicht und schnell und werden zum Beispiel zum Verpacken in Fabriken und in der Montage eingesetzt.

## Aufbau und Funktion
Die Achsen des spinnenartigen Delta-Roboters bilden in ihrem Zusammenspiel eine geschlossene kinematische Kette. Die Basis des Delta-Roboters ist dabei oberhalb der sich bewegenden Teile montiert. Von dort ragen drei Gelenkarme abwärts; deren untere Teile sind jeweils als Parallelogramm ausgeführt, bestehen also aus jeweils zwei Stäben mit Kugelgelenken an den Enden. Die unten daran befestigte kleinere, dreieckige Plattform bewegt sich daher stets parallel zur Basisplattform – sie kann nicht wie beim Hexapod geschwenkt werden.
Manche Delta-Roboter können auch rotieren. Sie besitzen dann einen zusätzlichen Drehantrieb.
Der Vorteil des mehrarmigen Aufbaues ist – im Vergleich zu Knickarmrobotern – eine hohe Steifigkeit bei geringer Eigenmasse. Nachteilig ist der beschränkte Arbeitsbereich und eine vergleichsweise niedrige Belastbarkeit. Da sich die Motoren nicht in den Gelenken, sondern in der Basis befinden, sind die Roboterarme sehr leicht. Dadurch haben sie eine geringe Trägheit und es sind hohe Geschwindigkeiten und Beschleunigungen erreichbar.

## Anwendungsgebiete

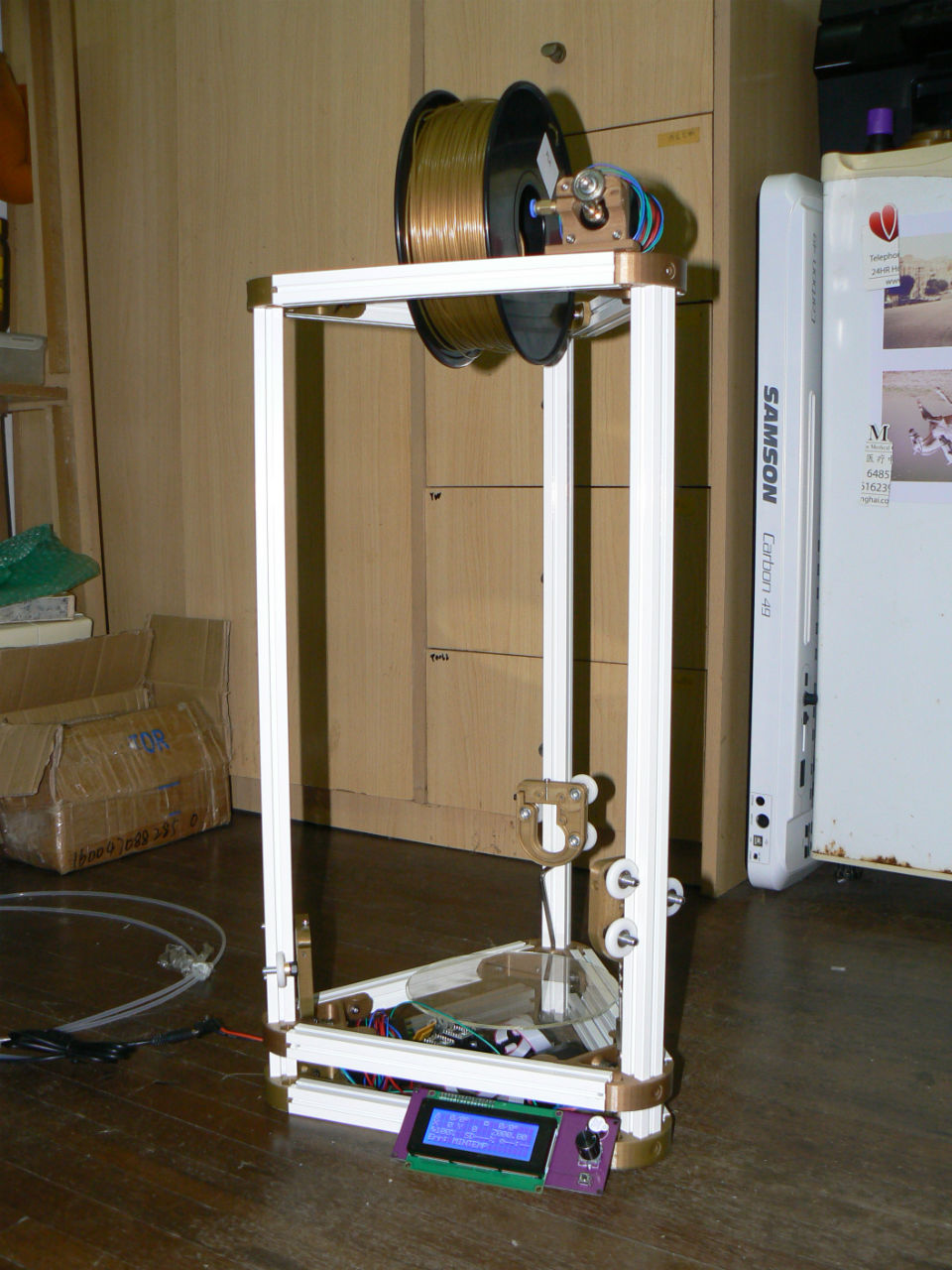
Delta-3D-Drucker nach dem FDM-Prinzip

Die Verpackungsindustrie als auch die medizinische und pharmazeutische Industrie sind Einsatzgebiete der  Delta-Roboter. Der Delta-Roboter kann hochpräzise Montagearbeiten ausführen (zum Beispiel Bestückung von Leiterplatten) und wird in 3D-Druckern verwendet.